# Calanthe pauciverrucosa
Calanthe pauciverrucosa är en orkidéart som beskrevs av Johannes Jacobus Smith. Calanthe pauciverrucosa ingår i släktet Calanthe och familjen orkidéer.
Artens utbredningsområde är Små Sundaöarna. Inga underarter finns listade i Catalogue of Life.